# Станковое искусство
Станко́вое искусство — род изобразительных искусств, произведения которых носят самостоятельный характер и не имеют прямого декоративного или утилитарного назначения (в отличие, например, от произведений монументального искусства или книжной иллюстрации). В живописи — это картины; в скульптуре — статуи, бюсты, группы, станковые рельефы; в графике — эстампы, рисунки. Понятие станкового искусства входит в морфологическую систему видов искусства.
Идейно-художественная выразительность произведений станкового искусства не изменяется в зависимости от места, где они находятся.

## Этимология
Термин «станковое искусство» произошёл от «станка», на котором создаются произведения станкового искусства; в живописи, например, им является мольберт.

## История
Широкое развитие станковое искусство получило начиная с эпохи итальянского Возрождения в связи с интенсивными процессами самоопределения различных видов искусства, постепенного отделения живописи и скульптуры от архитектурного пространства и завоевания независимости творческой личности художника, освобождения от уставов ремесленных цехов и гильдий, в которые в Средневековье входили живописцы и скульпторы. Другой фактор — изменения условий заказа. Наиболее влиятельными заказчиками становились не только церковь и монастыри, но и частные лица, представители новых социальных классов и групп. Отсюда изменение характера произведений: усиление гедонистического начала, эстетизация формы, расширение иконографии, тем и сюжетов, в том числе почерпнутых из античности, рассчитанных на интимное восприятие.